# Zubiszki
Zubiszki (lit. Didžiosios Zubiškės) − wieś na Litwie, w gminie rejonowej Soleczniki, 5 km na północny wschód od Koleśników, zamieszkana przez 145 ludzi. Przed II wojną światową w Polsce, w powiecie lidzkim województwa nowogródzkiego.